# Erateina wheeleri
Erateina wheeleri är en fjärilsart som beskrevs av Druce 1892. Erateina wheeleri ingår i släktet Erateina och familjen mätare. Inga underarter finns listade i Catalogue of Life.